# Boku wa Imōto ni Koi o Suru
Boku wa Imōto ni Koi o Suru (japanisch 僕は妹に恋をする ‚Ich liebe meine jüngere Schwester‘) ist ein Manga der japanischen Zeichnerin Kotomi Aoki, der als Film und Original Video Animation adaptiert wurde.

## Inhalt
Die Handlung dreht sich um die beiden Zwillinge Iku Yūki und Yori Yūki, die sich trotz ihres Verwandtschaftsverhältnisses ineinander verlieben. Yori verschweigt zunächst die Liebe zu seiner Schwester und versucht, möglichst von ihr fernzubleiben und sich in andere Mädchen zu verlieben. Als er mit Iku ein Gespräch über Beziehungen führt, reagiert er so eifersüchtig auf eine Bemerkung von ihr, dass er ihr seine Liebe gesteht. Sie will ihn dennoch als Bruder nicht verlieren.

## Veröffentlichung
Der Manga wurde von Mai 2003 bis August 2006 im Magazin Shōjo Comic erstmals in Japan veröffentlicht. Der Verlag Shogakukan brachte die Einzelkapitel auch in zehn Sammelbänden heraus. Eine französische Übersetzung des Mangas erschien bei Soleil, er wurde außerdem in Taiwan, Korea und Spanien veröffentlicht.
Von September 2005 bis August 2008 erschien ein Spin-off unter dem Titel Boku no Hatsukoi o Kimi ni Sasagu im gleichen Magazin. Der Manga umfasst insgesamt zwölf Bände und wurde auch ins Französische, Spanische und Chinesische übersetzt.

## Adaptionen
2005 produzierte Zoom Enterprise und Vega Entertainment eine Original Video Animation auf Basis des Mangas. Regisseur war Yukiyo Teramoto, das Charakterdesign entwarf Mayumi Nishimoto und die künstlerische Leitung hatte Makoto Dobashi inne. Die Musik stammt von Susumu Ueda. Der 50 Minuten lange Anime wurde am 18. Mai 2005 in Japan auf DVD veröffentlicht.
| Rolle           | japanischer Sprecher (Seiyū)          |
| --------------- | ------------------------------------- |
| Iku Yūki        | Mai Nakahara und Mayuko Iwasa         |
| Yori Yūki       | Showtaro Morikubo und Satoshi Matsuda |
| Haruka Yano     | Kōsuke Toriumi                        |
| Tomoka Kusunoki | Tomoko Kawakami                       |

Der Manga wurde 2007 von Toshiba Entertainment als Film adaptiert, unter der Regie von Hiroshi Andō und von Shogakukan, Toshiba Entertainment, Zoom Enterprise und Nippon Television produziert. Er wurde am 20. Januar 2007 in Japan und am 1. Juni 2007 in Taiwan veröffentlicht. Die Hauptrollen werden von Jun Matsumoto (als Yori Yūki) und Nana Eikura (als Iku Yūki) gespielt.